# Liste der Stolpersteine in Bad Eilsen
In der Liste der Stolpersteine in Bad Eilsen werden die vorhandenen Gedenksteine aufgeführt, die im Rahmen des Projektes Stolpersteine des Künstlers Gunter Demnig bisher in Bad Eilsen verlegt worden sind.

## Verlegte Stolpersteine
| Adresse                       | Name        | Inschrift | Verlegedatum  | Bild                                                 | Anmerkung                             |
| ----------------------------- | ----------- | --- | ------------- | ---------------------------------------------------- | ------------------------------------- |
| Dr.-Faber-Straße 1 (Standort) | Karl Faber  | Hier wohnte Dr. Karl Faber Jg. 1885 zwangsversetzt 1940 Lindhorst Königsberg                                      | 28. Jan. 2015 | Stolperstein Bad Eilsen Dr.-Faber-Straße Karl Faber  |                                       |
| Dr.-Faber-Straße 1 (Standort) | Ellen Faber | Hier wohnte Ellen Faber geb. Hinrichsen Jg. 1881 Zwangsumzug 1940 Lindhorst deportiert 1944 ermordet in Auschwitz | 28. Jan. 2015 | Stolperstein Bad Eilsen Dr.-Faber-Straße Ellen Faber | geboren am 11. Oktober 1881 in Lübeck |